# Adrien Barthe

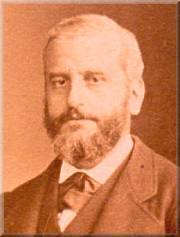
Adrien Barthe, 1875

Adrien Barthe (eigentlich Grat-Norbert Barthe; * 7. Juni 1828 in Bayonne; † 13. August 1898 in Asnières) war ein französischer Komponist.

## Leben
Barthe studierte am Konservatorium in Paris. Im Jahr 1854 gewann er mit der Kantate Francesca de Rimini den Prix de Rome und das damit verbundene Künstlerstipendium. 1858 gewann er den Prix Rodrigues und stach seinen einzigen Mitstreiter, den später weitbekannten Komponisten Georges Bizet, aus. Seine bekanntesten Werke sind die zwei Opern Don Carlos und La Fiancée d’Abydos sowie das Oratorium Judith.